# Campanha britânica de Agrícola
Campanha britânica de Agrícola foi uma campanha militar conduzida pelo governador romano da Britânia Cneu Júlio Agrícola entre 78 e 84, durante o reinado do imperador Domiciano, contra os povos britanos dos ordovicos, brigantes e caledônios, que viviam no território correspondente ao da moderna Escócia.

## Contexto histórico
Domiciano era filho do primeiro imperador da dinastia Flávia, Vespasiano (r. 69-79), e irmão mais novo de seu antecessor, o imperador Tito (r. 79-81). Ele adotou uma política externa extremamente agressiva sobretudo no ocidente, iniciando uma série de guerras ao longo das fronteiras imperiais, não apenas para torná-las mais seguras mas também para conquistar glória e fama para seu próprio nome.

### Prelúdio
A partir da primeira invasão da Britânia por Júlio César entre 55 e 54 a.C. e depois com o início da conquista realizada pelo imperador Cláudio a partir de 43, o avanço romano na Britânia seguiu lenta e inexoravelmente por mais de trinta anos, apesar de alguns contratempos (como a Revolta de Boudica). Durante o reinado da dinastia flávia formou-se o consenso que, do ponto de vista estratégico, seria necessário que os romanos conquistassem a ilha inteira, anexando portanto os territórios correspondentes aos modernos territórios da Escócia e do País de Gales.

### Forças
O exército de Cneu Júlio Agrícola, o governador da Britânia na época do imperador Domiciano, era composto de diversas unidades auxiliares da província e também várias legiões, como a II Adiutrix, II Augusta, IX Hispana e a XX Valeria Victrix.
O total das forças empregadas girava em torno de 40 000 homens, dos quais metade era formada por legionários.

## Guerra
Foi com a chegada do novo governador da província, Cneu Júlio Agrícola, sucessor do famoso historiador Tácito, que começou uma série de sete campanhas militares nos modernos territórios do País de Gales e da Escócia. No início da campanha, em 77, Agrícola, recém-chegado, começou a guerra na direção do ocidente, derrotando primeiro os ordovicos (uma tribo do norte do País de Gales), que, pouco antes de sua chegada, havia aniquilado um contingente de cavalaria auxiliar. Ao término destas primeiras operações, o general decidiu construir uma frota e reconquistou a ilha de Mona (Anglesey), que ficava perto da costa. A pequena ilha, depois de ter sido conquistada por Suetônio Paulino em 61, foi perdida para os britanos pouco depois. No ano seguinte (78), Agrícola conquistou uma boa fama como administrador além de comandante militar, combatendo a corrupção dos agentes locais. Seus atos aceleraram a romanização entre os brigantes da moderna Inglaterra setentrional, encorajou a construção de cidades seguindo o modelo romano e passou a educar os filhos dos nobres nativos segundo os costumes romanos.
Em 79, Agrícola avançou até o estuário do rio Tay (Tanaus) e construiu algumas fortalezas militares, provavelmente ao longo da linha da cordilheira de Gask (Gask Ridge), depois de derrotar os venicones. No ano seguinte, Agrícola voltou suas atenções para a consolidação das estruturas de defesa na Escócia central, entre os rios Clyde (Clota) e o Forth (Bodotria). A frota romana avançou no ano seguinte (81) para consolidar as conquistas, sobretudo no sudoeste da Escócia, derrotando seguidas vezes as frotas inimigas dos novatae e dos dumnônios. Ainda no mesmo ano, segundo Tácito, Agrícola atravessou o mar e derrotou povos em regiões até então desconhecidas dos romanos. Contudo, ele não especifica qual mar foi atravessado, mas os estudiosos acreditam ter sido o estuário do Firth ou do Clyde. Apesar disto, o restante do capítulo de Tácito trata exclusivamente da ilha da Irlanda. Agrícola fortificou a costa britânica que estava voltada para ela e Tácito conta que ele teria afirmado que a ilha toda poderia ser conquistada com apenas uma única legião e umas poucas tropas auxiliares. Agrícola também concedeu refúgio a um rei irlandês foragido e é possível supor que ele poderia ter utilizado esta desculpa para atacar e conquistar a Irlanda. Porém, a conquista não se realizou, mas ainda assim alguns estudiosos defendem que o mar atravessado tenha sido mar da Irlanda para a realização de uma expedição punitiva ou exploratória na ilha vizinha. Suportando esta hipótese pode ser uma tradição irlandesa sobre um lendário grande rei da Irlanda Tuathal Teachtmhar, exilado ainda criança, que depois voltou da Britânia à frente de um exército para reclamar o trono. A data tradicional deste evento é entre os anos de 76 e 80. Além disto, arqueólogos descobriram objetos romanos ou romano-britânicos em diversas localidades ligadas a Tuathal.
A partir de 82, Agrícola levou a guerra às tribos do Forth, mas os caledônios atacaram, durante uma noite, o acampamento da IX Hispana. Agrícola conseguiu repeli-los com sua cavalaria e depois invadiu o território inimigo, para o norte, com seu exército. Em 83, o exército romano lutou na Batalha do Monte Gráupio contra os caledônios, liderados por Calgaco. As tropas de Agrícola puseram em fuga os inimigos, que perderam cerca de 10 000 homens (contra apenas 360 romanos). Satisfeito, Agrícola tomou reféns dos nobres caledônios e voltou para a Britânia, mais ao sul. Em paralelo, ele ordenou que suas legiões marchassem para a costa oriental escocesa — construindo no caminho fortificações como Thomshill e Balnageith — provavelmente em direção ao estuário do rio Moray (perto do Lago Ness) e além, onde construiu mais fortes como o de Cawdor. Além disto, Agrícola nomeou um prefeito naval e ordenou que ele seguisse com a frota ao longo da costa setentrional, onde ele descobriu e subjugou as populações que viviam nas ilhas Órcades (Orcadae) e descobriu a ilha de Thyle (que alguns identificam como as ilhas Shetland ou até mesmo a Islândia). Nesta ocasião se completou pela primeira vez a circunavegação da ilha da Grã-Bretanha.
Finalmente, em 84, terminada a campanha do ano anterior com a vitória sobre os caledônios e completada a conquista definitiva da ilha inteira, Agrícola foi chamado de volta a Roma e substituído por Salústio Lúculo (provavelmente).

## Consequências

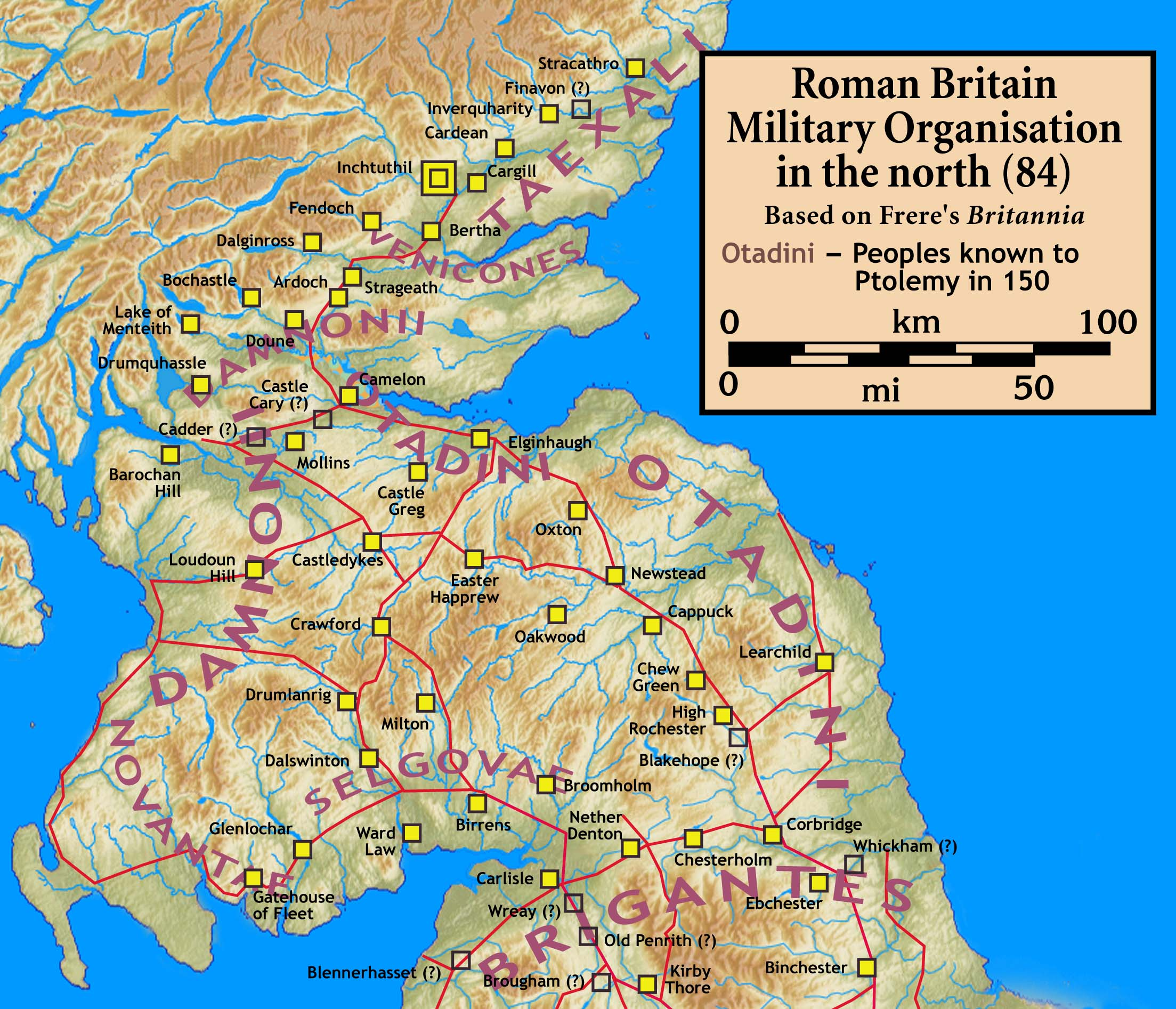
Situação final da região após a campanha de Cneu Júlio Agrícola.

Por volta de 88, a linha defensiva romana recém-criada na cordilheira Gask e na linha entre os estuários dos rios Forth e Clyde no norte da Escócia foram abandonadas. As razões foram certamente de natureza estratégica-militar, especialmente a necessidade de utilizar parte das tropas auxiliares e das legiões da Britânia na Europa continental, onde estavam sendo travados vários conflitos, como a ocupação dos Campos Decúmanos (campanha germânica) entre 83 e 85, a proteção do curso médio e baixo do Danúbio (campanha dácia) entre 85 e 89 e finalmente a campanha suevo-sármata de 89 a 97.